# James Abbott (1807-1896)
James Abbott (Blackheath, 12 marzo 1807 – Ryde, 6 ottobre 1896) è stato un generale inglese.

## Missione a Khiva
James Abbott fu capitano al servizio dell'esercito inglese a Herat nel 1839. Gli venne affidata dal suo superiore, il maggiore d'Arcy Todd, la difficile missione di persuadere il Khan della città di Khiva a liberare gli schiavi di origine russa, catturati nei territori sulle sponde del mar Caspio e poi rivenduti agli abitanti della città dai più esperti mercanti di schiavi dell'Asia centrale dell'epoca, i Turkmeni.
L'obiettivo era quello di togliere qualunque pretesto di avanzata e conquista di Khiva all'esercito russo, già in marcia nell'inverno del 1839 dall'avamposto di Orenburg sotto la guida del generale Perovskij.
Inizialmente il khan, preoccupato dell'avanzata russa e con la necessità di avere aiuti esterni, fu disposto a ricevere il capitano Abbott, il quale si dichiarò disposto ad andare lui stesso assieme agli schiavi a negoziare in mezzo alla steppa la ritirata dell'esercito russo in cambio della loro liberazione.
Abbott non riuscì però nella sua missione di conquistare la fiducia del khan. Timido e austero, probabilmente ebbe scarse capacità nelle arti politiche adulatorie, pretese dalle abitudini dei capi tribù dell'Asia centrale. Ottenne soltanto un messaggio del khan che avrebbe dovuto portare egli stesso allo zar a Pietroburgo con le condizioni per la liberazione degli schiavi russi.
Durante il viaggio per Pietroburgo Abbot fu però rapito e rapinato da un gruppo di predoni ancor prima di arrivare a Orenburg. Fu liberato dagli stessi predoni dopo poco tempo per la paura delle conseguenze che ciò avrebbe avere da parte dell'esercito inglese. Egli ripartì per Pietroburgo, ma ebbe poco successo.
Il suo superiore, il maggiore Todd, non avendo più notizie di lui e credendolo imprigionato, inviò a Chiva un altro ufficiale, di ventotto anni, il tenente Shakespear, il quale ottenne molto più successo e riuscì a liberare gli schiavi russi dalla città.
Molto tempo dopo questi fatti, per il coraggio dimostrato, ad Abbott furono riconosciuti i titoli di cavaliere e generale, inoltre fu dato il suo nome ad una città sede di presidio: Abbottabad, nell'odierno Pakistan settentrionale.